# Wilhelm Klocke
Wilhelm Klocke (* 11. September 1923 in Hannover; † 27. Mai 2012 in Bremen) war ein deutscher Architekt.

## Biografie
Wilhelm Klocke wuchs als Sohn eines Möbelfabrikanten in Bremen-Burg auf, besuchte die Grambker Grundschule und bis 1939 die Oberrealschule des Westens. Nach der mittleren Reife wollte er eigentlich Innenarchitekt werden, absolvierte jedoch zunächst eine Tischlerlehre und ging dann aufs Technikum. Nach Beginn des Zweiten Weltkriegs wurde er vom Wehrdienst zurückgestellt und konnte weiter studieren, bis er 1942 eingezogen und dann beim deutschen Afrikakorps eingesetzt wurde. Er geriet in Kriegsgefangenschaft und kam in ein Lager in Texas. 1946 kehrte Klocke nach Bremen zurück, wo er sein Studium fortsetzte und 1948 als Hochbau-Ingenieur abschloss. Er wurde insbesondere beim Wiederaufbau des Bremer Westens tätig, der durch die Bombenangriffe stark zerstört worden war.
1951 gründete Klocke ein eigenes Architekturbüro in Bremen. 1954 erfolgte seine öffentliche Bestellung zum Sachverständigen für das Hochbauwesen. Außer als freischaffender Architekt betätigte er sich vor allem als Bausachverständiger sowie als Gutachter für die Wertermittlung von Grundstücken und Gebäuden, wobei er über Bremen hinaus aktiv und bekannt wurde. Daneben engagierte er sich in der berufsständischen Arbeit. Von 1972 bis 1984 war er der erste Präsident der Architektenkammer Bremen, für deren Gründung er sich intensiv eingesetzt hatte. Zudem war er von 1973 bis 1976 Vizepräsident der Bundesarchitektenkammer und während dieser Zeit maßgeblich an der Verbesserung der Honorarordnung für Architekten und Ingenieure (HOAI) beteiligt. Er arbeitete in zahlreichen Gremien mit, war in mehreren Gutachterausschüssen tätig und setzte sich für die Aus- und Weiterbildung seiner Berufskollegen in der Architektenkammer ein.
Klocke gehörte seit 1952 der Bremer Freimaurerloge Herder an und war zeitweilig deren Meister vom Stuhl. Von 1984 bis 1994 leitete er den Verein für Niedersächsisches Volkstum – Bremer Heimatbund von 1904. Hierbei nahm er aktiv an der Niedersachsenrunde von 1900 teil. Er war außerdem als Kunstmäzen tätig und unterstützte mit seiner Wilhelm-Klocke-Stiftung u. a. die Kunsthalle Bremen mit verschiedenen Schenkungen von Kunstwerken. Klocke war Mitglied im Kunstverein Bremen sowie Vorstands-, Ausschuss- und Ehrenmitglied des Bremer Bürgerparkvereins und gehörte von 1981 bis 1996 dem Verwaltungsrat der Sparkasse Bremen an.
1999 ging er eine Partnerschaft mit dem Architekten Andree Sachmerda ein, sein Büro firmierte inzwischen als Freie Architekten und Sachverständige Klocke + Partner. 2010 schied Klocke aus Altersgründen aus und das Büro wurde von Sachmerda alleine übernommen. Klockes Büro erbrachte Architektenleistungen für zahlreiche Bauprojekte, vor allem in Bremen, die von „Einfamilienhäusern, Bürobauten, Postgebäuden und Schulen bis hin zur Restaurierung von Meierei und Waldbühne im [Bremer] Bürgerpark und des Wienerhofs im [Bremer] Ostertor“ reichen.
Klocke veröffentlichte mehrere Fachbücher und zahlreiche Fachaufsätze.

## Ehrungen
- 1984 wurde er mit dem Bundesverdienstkreuz am Bande ausgezeichnet.
- 1993 erhielt er die Ernst-Rudorff-Ehrenplakette des Vereins für Niedersächsisches Volkstum – Bremer Heimatbund.

## Publikationen (Auswahl)
- Mein Haus wird älter – was tun? Ratgeber mit Checklisten zur Vermeidung von Bauschäden durch preiswerte Pflege und Unterhaltung. Bauverlag, Wiesbaden 1988, ISBN 3-7625-2626-5.
- Wertermittlungsverordnung Praxis (WertV). Leitfaden für die Ermittlung von Grundstückswerten. Amtlicher Text und Begründung. Bauverlag, Wiesbaden 1990, ISBN 3-7625-2765-2.
- Geschichte der Bremer Freimaurer-Logen. Selbstverlag, Bremen 1991.
- Der Sachverständige und seine Auftraggeber. Fraunhofer-IRB-Verlag, Stuttgart 2003, ISBN 3-8167-6225-5 (mit: Lothar Neimke).
- Planungsbüros erfolgreich führen. Das wirtschaftliche Architektur- und Ingenieurbüro. Aktualisierte und erweiterte 4. Auflage. Bundesanzeiger-Verlag, Köln 2004, ISBN 3-89817-347-X (mit: Andree Sachmerda; Medienkombination mit 1 CD-ROM).